# Aloe ruvuensis
Aloe ruvuensis ist eine Pflanzenart der Gattung der Aloen in der Unterfamilie der Affodillgewächse (Asphodeloideae). Das Artepitheton ruvuensis verweist auf das Vorkommen der Art nahe dem Fluss Ruvu in Tansania.

## Beschreibung

### Vegetative Merkmale
Aloe ruvuensis wächst stammlos und einzeln. Die zwölf bis 15 ausgebreitet-zurückgebogenen Laubblätter sind breit eiförmig-lanzettlich. Ihre Blattspreite ist 60 Zentimeter lang und 20 Zentimeter breit. Auf der trüb graugrünen Blattoberseite sind für gewöhnlich große verlängerte weißliche Flecken vorhanden, die in Querbändern angeordnet sind. Die weißlich grüne Unterseite ist nicht gefleckt. Die markant roten, deltoiden Zähne am knorpeligen, dunkelroten Blattrand sind 6 Millimeter lang und stehen 5 bis 10 Millimeter voneinander entfernt. Der Blattsaft trocknet bräunlich.

### Blütenstände und Blüten
Der Blütenstand weist bis zu 20 Zweige auf und erreicht eine Länge von bis 100 Zentimeter. Die untersten Zweige sind nochmals verzweigt. Die fast dichten, kopfigen bis fast kopfigen Trauben sind 10 bis 40 Zentimeter lang. Die linear-lanzettlichen Brakteen weisen eine Länge von 15 Millimeter auf und sind 3 Millimeter breit. Die roten Blüten scheinen wachsig und stehen an 30 bis 32 Millimeter langen Blütenstielen. Die Blüten sind 30 bis 35 Millimeter lang. Auf Höhe des Fruchtknotens weisen die Blüten einen Durchmesser von 5 Millimeter auf. Darüber sind sie zur häufig gelben Mündung erweitert. Ihre äußeren Perigonblätter sind auf einer Länge von 12 Millimetern nicht miteinander verwachsen. Die Staubblätter und der Griffel ragen kaum aus der Blüte heraus.

## Systematik und Verbreitung
Aloe ruvuensis ist in Tansania auf niedrigen Granitinselbergen in einer Höhe von 830 Metern verbreitet. Die Art ist nur vom Typusfundort bekannt.
Die Erstbeschreibung durch Thomas A. McCoy und John Jacob Lavranos wurde 2007 veröffentlicht.

## Nachweise